# Тонхил
Тонхил (монг. Тонхил) — сомон аймака Говь-Алтай в юго-западной части Монголии, площадь которого составляет 7 322 км². Численность населения по данным 2009 года составила 2 402 человек.
Центр сомона — посёлок Зуйл, расположенный в 175 километрах от административного центра аймака — города Алтай и в 800 километрах от столицы страны — Улан-Батора.

## География
Сомон расположен в юго-западной части Монголии на границе с аймаком Ховд.

## Климат
Климат резко континентальный.

## Инфраструктура
В сомоне есть школа, больницы, турбазы.